# هیو جکمن: در کنسرت
هیو جکمن: در کنسرت (به انگلیسی: Hugh Jackman: in Concert) یک کنسرت موسیقی از بازیگر، خواننده، نوازنده و رقصنده استرالیایی هیو جکمن است. برنامه با همراهی ۱۷ ارکستر و با کارگردانی وارن کارلایل برگزار شده است.